# أندريه هارفي
أندريه هارفي هو سياسي كندي، ولد في 16 سبتمبر 1941 في ساغينيه في كندا. حزبياً، نشط في الحزب الكندي التقدمي المحافظ والحزب الليبرالي الكندي. وقد انتخب عضو مجلس العموم الكندي.